# Lữ đoàn Đặc công 198, Quân đội nhân dân Việt Nam
Lữ đoàn Đặc công 198 là một đơn vị đặc công bộ cấp lữ đoàn của Quân đội nhân dân Việt Nam, chịu sự chỉ huy trực tiếp của Bộ Tư lệnh Binh chủng Đặc công. Lữ đoàn được Nhà nước Việt Nam tặng danh hiệu Anh hùng lực lượng vũ trang nhân dân năm 1976.
Lữ đoàn trưởng: Đại tá Phạm Ngọc Hưng.
Chính ủy: Đại tá Nguyễn Minh Mạnh.

## Lịch sử
Lữ đoàn Đặc công 198, tiền thân là Trung đoàn đặc công cơ động 198, được thành lập ngày 19 tháng 8 năm 1974 tại xã Iak Rái, huyện Ia Grai, tỉnh Gia Lai. Hiện nay có trụ sở tại xã Hòa Đông, huyện Krông Pắc, tỉnh Đắk Lắk. Đơn vị đã tham gia nhiều chiến dịch và trận đánh, tiêu biểu là:
- Trận đánh - giữ kho Mai Hắc Đế và sân bay Buôn Ma Thuột trong Chiến dịch Tây Nguyên, tháng 3/1974;
- Trận đánh - giữ cầu Bông và cầu Sáng trong Chiến dịch Hồ Chí Minh.

Ngày 10/10/1974 lễ công bố quyết định thành lập trung đoàn Đặc công 198 được tổ chức trọng thể tại 1 địa điểm ven rừng ở phía bắc tại xã Cư Nghé, huyện Chư Pảh, tỉnh Gia Lai (hiện là xã Ea Krái, huyện Ea Krai, tỉnh Gia Lai).
     * Nhiệm vụ của trung đoàn:
- Bám nắm căn cứ, hậu cứ, kho tàng, sân bay, trung tâm truyền tin trận địa pháo binh địch, tiêu diệt sinh lực quan trọng và VKTBKT của địch.
     * Ban chỉ huy trung đoàn khi mới thành lập gồm:
- Đ/c Trần Kình               - Trung đoàn trưởng.
- Đ/c Nguyễn Duy Tích   - Chính ủy.
- Đ/c Nguyễn Thanh Lộc - P.Chính ủy.
- Đ/c Hoàn Minh Châu    - Trung đoàn phó.
* Lữ đoàn Đặc công 198 được tuyên dương AHLLVTND ngày 3/6/1976.